# 접속사
접속사(接續詞, conjunction, 축약형: CONJ 또는 CNJ)는 낱말, 문장, 구, 절을 이어주는 품사이다. 이음씨라고도 한다.

## 같이 보기
- 연결어
- 접속부사